# 班罕國家公園
班罕國家公園（Banhine National Park）是東非國家莫桑比克的國家公園，位於該國南部加扎省，佔地7,000平方公里，成立於1973年6月26日，每年平均降雨量430毫米，野生動物包括水牛、斑馬、角馬、狷羚和18種魚類。